# Anoplolepis steingroeveri
Anoplolepis steingroeveri é uma espécie de formiga do gênero Anoplolepis, pertencente à subfamília Formicinae.